# Issakova
Issakova (en rus: Исакова) és un poble de l'óblast de Sverdlovsk, a Rússia, segons el cens del 2010 tenia 81 habitants.